# 吟
| ウィキペディアには「吟」という見出しの百科事典記事はありません（タイトルに「吟」を含むページの一覧/「吟」で始まるページの一覧）。 代わりにウィクショナリーのページ「吟」が役に立つかもしれません。 |